# Merania

Stemma dei duchi di Merania.

La Merania (in latino Meranum, in tedesco Meranien, letteralmente "terre lungo il mare") è una regione storica situata all'estremo occidente del medievale regno d'Ungheria, lungo la fascia costiera dell'Adriatico corrispondente all'incirca all'attuale Dalmazia, probabilmente la sua parte più settentrionale sino a Fiume e al Quarnaro ma esclusa l'Istria.
Già appartenente alla Baviera, dopo la messa al bando del duca Enrico XII passò alle dirette dipendenze dell'Imperatore.
Federico I Barbarossa infeudò della regione Bertoldo IV d'Andechs (duca di Croazia e Dalmazia dal 1182, assunse ufficialmente il titolo di duca di Merania nel 1194): il nipote di Bertoldo, Ottone II, morì senza eredi nel 1248 ed il territorio venne diviso tra i vari successori.